# Ode To Oi
Ode To Oi es una canción del DJ estadounidense TJR.
Esta canción sucede a la anterior del mismo año, Funky Vodka. El sencillo no tiene letra y gradualmente va escalando posiciones y bajándolas, aunque el sencillo está teniendo éxito en las discotecas de Europa.
La producción de la canción estuvo a cargo de Rising Music y el propio TJR.